# Solpugema hiatidens
Solpugema hiatidens är en spindeldjursart som beskrevs av Lawrence 1960. Solpugema hiatidens ingår i släktet Solpugema och familjen Solpugidae. Inga underarter finns listade i Catalogue of Life.